# Ishikawa Masahiro
Masahiro Ishikawa (sinh ngày 23 tháng 5 năm 1990) là một cầu thủ bóng đá người Nhật Bản.

## Sự nghiệp câu lạc bộ
Masahiro Ishikawa đã từng chơi cho Tokushima Vortis, Albirex Niigata Singapore và Grulla Morioka.